# Stein (Rattenkirchen)
Stein ist ein Ortsteil in der Gemeinde Rattenkirchen im oberbayerischen Landkreis Mühldorf am Inn.

## Lage
Die Einöde Stein liegt 600 m südwestlich von Rattenkirchen und 2 Kilometer südlich der Bundesautobahn A 94, von deren Ausfahrt 17 (Heldenstein) sie auf einer 5 Kilometer langen Fahrt erreichbar ist.

## Bevölkerungsentwicklung
In Stein gab es 1861 sechs Einwohner sowie drei Gebäude. Im Mai 1987 gab es fünf Einwohner in einem Wohngebäude.
| Jahr      | 1861 | 1871 | 1925 | 1950 | 1970 | 1987 |
| Einwohner | 6    | 7    | 4    | 10   | 5    | 5    |